# Односи Украјине и Европске уније
Међународни односи између Европске уније (ЕУ) и Украјине обликују се кроз Споразум о придруживању између Украјине и Европске уније и Свеобухватну зону слободне трговине (DCFTA). Украјина је приоритетни партнер у оквиру Источног партнерства и Европске политике суседства (ENP). ЕУ и Украјина су развиле све ближе односе, који су прерасли сарадњу, водећи ка постепеној економској интеграцији и продубљивању политичке сарадње.
Споразум о придруживању је инициран 2012. године, али је украјинска влада обуставила припреме за потписивање тог споразума 21. новембра 2013. године, током председничког мандата Виктора Јануковича, који је присуствовао самиту ЕУ у Вилњусу 28–29. новембра 2013. године, где је потписивање споразума првобитно било планирано. Одлука да се одложи потписивање споразума довела је до проевропског покрета Евромајдан. Ови догађаји довели су до свргавања Јануковича и његове владе од стране парламента након украјинске револуције 2013–2014. у фебруару 2014. године.
Политички део Споразума о придруживању потписан је 21. марта 2014. године, од стране премијера Арсенија Јацењука. Истовремено, Европска унија је замрзнула имовину Руса и Украјинаца осумњичених за корупцију и одобрила финансијску помоћ Украјини. Убрзо, економски део Споразума о придруживању између Украјине и Европске уније потписан је 27. јуна 2014. године, од стране новог председника Петра Порошенка.
Дана 1. јануара 2016. године, Украјина се придружила Свеобухватној зони слободне трговине (енгл. DCFTA) са ЕУ, док је држављанима Украјине од 11. јуна 2017. године одобрен безвизни режим на територији Шенгенског простора у трајању до 90 дана у оквиру било ког периода од 180 дана, а Споразум о придруживању је званично ступио на снагу 1. септембра 2017. године.
Дана 21. фебруара 2019. године, Устав Украјине је измењен — норме о стратешком курсу Украјине ка чланству у Европској унији и НАТО-у унете су у преамбулу Устава, три члана и прелазне одредбе.
Дана 28. фебруара 2022. године, током руске инвазије на Украјину, председник Украјине Володимир Зеленски је званично потписао захтев за чланство Украјине у Европској унији. Премијери Матеуш Моравјецки из Пољске, Јанез Јанша из Словеније и Петр Фијала из Чешке Републике — све земље чланице Европске уније — посетили су Кијев и састали се са украјинским председником Володимиром Зеленским како би изразили солидарност и подршку током инвазије. Дана 23. јуна 2022. године, Европски савет је Украјини доделио статус пуноправног кандидата за чланство у Европској унији.
Украјина дели границу са четири чланице Европске уније: Мађарском, Пољском, Словачком и Румунијом, укупне дужине око 2.235 километара, са 33 гранична прелаза за друмски, железнички, трајектни, пешачки и бициклистички саобраћај.

## Историја

### Рани односи
Жеља Украјине да постане пуноправна чланица Европске уније датира још из 1993. године, када је влада прогласила интеграцију у ЕУ за главни циљ спољне политике. У стварности, мало тога је предузето јер је Кијев морао да узме у обзир чињеницу да је Русија била њен главни трговински партнер и добављач природног гаса и фосилних горива.
Политички дијалог између ЕУ и Украјине започео је 1994. године када је потписан Споразум о партнерству и сарадњи (енгл. PCA). Тај документ се фокусирао на економска и друштвена питања, као и на неопходност спровођења реформи јавне управе, обезбеђивање услова за слободну штампу и широко распрострањено уважавање грађанских права. Оквир за политичке дискусије обухватао је годишње састанке између Тројке ЕУ и украјинског руководства, као и неке интерресорне консултације.
Први самит ЕУ–Украјина одржан је у септембру 1997. године у Кијеву. Споразум о партнерству и сарадњи из 1994. године ступио је на снагу 1998. године, а истекао је 2008.
Током другог самита у октобру 1998. у Бечу, односи ЕУ–Украјина дефинисани су као стратешко и јединствено партнерство, а Украјина је први пут званично изразила жељу да стекне статус придруженог члана ЕУ. Ипак, ниједан састанак на високом нивоу није донео значајне промене у резервисаном приступу Европске уније. Лидери су се углавном фокусирали на економску транзицију након комунизма, стање људских права, као и на питања везана за нуклеарну електрану у Чернобиљу и њену санацију.
Године 2002, комесар за проширење ЕУ, Гинтер Ферхојген, изјавио је да је чланство Украјине у наредних 10 до 20 година могуће. Те исте године, председник Украјине Леонид Кучма изјавио је да ће Украјина испунити све услове за чланство у ЕУ до периода 2007–2011.

### Односи после Наранџасте револуције 2004. године
Наранџаста револуција крајем 2004. године побољшала је европске изгледе за будућност Украјине; опозициони лидер Виктор Јушченко је тада јасно нагласио да ће заговарати од стране ЕУ продубљивање веза и сарадње, а том приликом је представио четворостепени план: признавање Украјине као државе која почива на принципимс тржишне економије, улазак у Светску трговинску организацију, придружено чланство у Европској унији и, на крају, пуноправно чланство.
Председник Украјине Виктор Јушченко је средином децембра 2004. године затражио од Брисела јасније наговештаје у вези са изгледима Украјине за чланство, рекавши: „Одобрени Акциони план одражава само ниво односа Украјине и ЕУ који смо могли достићи пре председничких избора 2004. године.”
Дана 13. јануара 2005. године, Европски парламент је скоро једногласно (467 гласова за, 19 против) усвојио резолуцију којом изражава жељу да успостави ближе везе са Украјином имајући у виду могућност њеног чланства у ЕУ. Европска комисија је изјавила да се будуће чланство Украјине у ЕУ не искључује. Неколико лидера ЕУ изразило је снажну подршку за јаче економске везе са Украјином.
Дана 21. марта 2005. године, пољски министар спољних послова Адам Данијел Ротфелд изјавио је да ће Пољска на све начине подржавати тежње Украјине за интеграцију у ЕУ, стицање статуса тржишне економије и улазак у Светску трговинску организацију. Он је такође додао: „У овом тренутку, требало би да говоримо о конкретним корацима у сарадњи уместо да водимо празне разговоре о европској интеграцији.” Три дана касније, анкета коју је спровела једна француска истраживачка агенција у шест највећих земаља ЕУ показала је да би европска јавност пре прихватила Украјину као будућу чланицу ЕУ него било коју другу земљу која још није званични кандидат.
У октобру 2005. године, председник Европске комисије Жозе Мануел Барозо изјавио је да је будућност Украјине у Европској унији. Међутим, 9. новембра 2005. године, Европска комисија је у новом стратешком документу навела да тренутна агенда проширења (Хрватска и у будућности остале земље бивше Југославије) може блокирати могућност будућег приступања Украјине, Јерменије, Белорусије, Грузије и Молдавије. Комесар Оли Рен је истакао да ЕУ треба да избегне претерано проширење, додајући да је тренутна агенда проширења већ прилично обимна.
Према наводима украјинских власти, Европска политика суседства (ENP) није адекватан политички инструмент, јер је приступање Европској унији један од главних циљева свих украјинских влада још од 1993. године. Након Наранџасте револуције 2004. године, која је на власт довела Виктора Јушченка, Европска комисија је веома споро реаговала: мали је напредак остварен у постављању највеће европске земље на пут ка чланству.

### Приступни преговори
У марту 2007. године су започети разговори између Европске уније и Украјине о новом „ширем споразуму“, са циљем да се понуди правни оквир за ближу економску сарадњу и бољи политички дијалог. Договорено је да ће Украјина и ЕУ започети паралелне преговоре о успостављању зоне слободне трговине. Касније током 2007. године, објављено је да ће ово питање бити укључено у нацрт споразума као посебно поглавље.
Неколико дана пре самита, министри спољних послова држава чланица Европске уније договорили су се током састанка у Авинјону (Француска) да споразум о придруживању који ће бити потписан са Украјином неће имати везе са споразумима о придруживању које је ЕУ потписала са многим источноевропским државама (од Пољске до Румуније почетком 1990-их, те са земљама Западног Балкана крајем 1990-их). Медији су известили да су Холандија, Белгија, Луксембург и Немачка били снажно против укључивања формулације „Украјина је европска држава“ у правно обавезујуће документе ЕУ. Ово је оцењено као неуспех украјинског политичара из доба Кучме, Романа Шпека, тадашњег амбасадора Украјине у Бриселу. Њега касније мења Андриј Веселовски, искуснијим дипломата.
Заједнички Акциони план ЕУ–Украјина усвојен је од стране Европског савета 21. фебруара 2005. године. Он се заснивао на Споразуму о партнерству и сарадњи из 1994. године и пружао је, према наводима Европске комисије, свеобухватан и амбициозан оквир за заједнички рад са Украјином у свим кључним областима реформи.
Преговори о споразуму о слободној трговини између Украјине и Европске уније започели су 18. фебруара 2008. године, између украјинске владе и комесара ЕУ за трговину.
Португалија је у јулу 2008. године јавно изразила подршку уласку Украјине у Европску унију.
Дана 22. јула 2008. године, најављено је да ће споразум типа „Стабилизација и придруживање“ бити потписан између Украјине и ЕУ 8. септембра 2008. године у Евијан ле Бену.

### Друга влада Јулије Тимошенко
2. октобра 2008. године, председник Украјине Виктор Јушченко најавио је да ће Споразум о придруживању између Украјине и Европске уније бити потписан „у року од шест до осам месеци“. Тог дана се састао са шведским краљем Карлом XVI Густавом, који је боравио у званичној посети Кијеву. Према речима Јушченка, „споразум је пола завршен“ и нада се да ће постојати могућност да се заврши и потпише током шведског председавања ЕУ. Такође је поздравио иницијативу Источног партнерства коју су раније предложили министри спољних послова Пољске и Шведске.
У периоду од 20. до 24. октобра 2008. године, ЕУ и Украјина су одржале рунду преговора о поглављу о зони слободне трговине у оквиру Споразума о придруживању. Према наводима неких украјинских медија, „ЕУ је обећала либерализацију трговинских односа“. Представник Украјине изјавио је да се „не треба превише фокусирати“ на саме преговоре јер украјинска влада има још много тога да уради како би испунила одређене критеријуме. Такође је нагласио да ће „ускоро Балкан ући у европски трговински простор, и стога Украјина може изгубити та тржишта“. То је оцењено као разлог да Украјина напредује барем истим темпом као и Балкан, на шта ЕУ није званично одговорила.
Дана 29. октобра 2008. године, комесар ЕУ Жак Баро и украјински званичници састали су се у Бриселу како би покренули преговоре о безвизном режиму. Кијев је тражио „мапу пута“ ка укидању виза, укључујући сигурност путних исправа, борбу против илегалне миграције, јавни ред и спољне односе. Ипак, комесар за правосуђе ЕУ избегавао је да наведе конкретне датуме. Украјинска страна тврдила је да Споразум о поједностављеном визном режиму из 2007. године није у потпуности примењен од стране држава чланица ЕУ. Представник Европске комисије изјавио је да је Брисел спреман да уведе санкције против оних који не поштују споразум. Амбасаде Шпаније, Холандије, Немачке и Белгије биле су наведене као највећи прекршиоци. Учинити обраду виза дуготрајном и скупом представља једно од главних кршења споразума. Дана 28. октобра 2008. године, белгијски премијер Ив Летерм је изјавио да Украјинци треба да избегавају посреднике у визним процедурама ако желе да смање трошкове. Проблем је што неке конзуларне службе, укључујући белгијску, обавезују подносиоце захтева да раде преко посредника.
Према речима председника Јушченка, неке амбасаде држава чланица ЕУ често од Украјинаца траже документа која нису предвиђена Споразумом о поједностављеној визној процедури. Око пет одсто Украјинаца који желе да путују у ЕУ добија одбијенице за визу, што, према његовим речима, „није у складу са стандардима наших споразума са ЕУ“.
Дана 4. јуна 2009. године, неки медији известили су да је Слободнодемократска партија Немачке отворено изјавила у свом програму да Украјина има право на чланство у ЕУ на дугорочни рок. То је била прва значајна немачка политичка партија која је то изјавила.
Дана 16. јуна 2009. године, усвојен је нови практични инструмент — Агенда о придруживању између ЕУ и Украјине.
У септембру 2009. године, високи украјински дипломате предложили су да Украјина поднесе званичну пријаву за чланство у ЕУ након председничких избора у јануару 2010, отприлике у марту 2010. године, што би значило да би званичан одговор на пријаву могао да уследи почетком 2011. током пољског председавања Европском унијом. Међутим, до тога није дошло.
Дана 5. октобра 2009. године, председник Одбора Врховне раде за европске интеграције, Борис Тарасюк, прокоментарисао је да „ЕУ види увођење безвизног режима за Украјинце који путују у државе чланице Европске уније само као дугорочну перспективу“. Украјински политичари су наставили да инсистирају на увођењу тог режима до 2012. године, када је у Украјини и Пољској требало да се одржи Европско првенство у фудбалу. Према речима Тарасјука, главне препреке су то што Украјина „још није завршила рад на законодавству о формирању демографске базе података, која би могла бити добра основа за издавање биометријских пасоша“, као и чињеница да не постоји јединствена база података о издавању страних пасоша украјинским грађанима. По Тарасјуковим речима, постојала је бојазан од стране лидера Европске уније да би то могло омогућити масовне фалсификате.
Дана 16. децембра 2009. године, председник Европске комисије Жозе Мануел Барозо изјавио је да „наши украјински пријатељи морају више да ураде ако желе да им ми више помогнемо“. Такође је рекао да „проширење није могуће у тренутној ситуацији“.

### Источно партнерство (2009)
Украјина је једна од шест постсовјетских земаља које су позване да сарађују са Европском унијом у оквиру новог мултилатералног оквира који би требало да успостави Источно партнерство. Ипак, Кијев је указао на то да остаје песимистичан у погледу „додате вредности“ ове иницијативе. Наиме, Украјина и ЕУ су већ започеле преговоре о новим, унапређеним политичким и трговинским споразумима (Споразуму о придруживању и Споразуму о слободној трговини). Такође, остварен је извесни напредак у либерализацији визног режима, упркос сталним проблемима у приступу држава чланица ЕУ према издавању виза Украјинцима.
Због тога Украјина има посебан став према пројекту Источног партнерства. Према председништву Украјине, тај пројекат треба да одговара стратешком спољнополитичком циљу земље – интеграцији са ЕУ. Ипак, документи Источног партнерства (Декларација Европског савета из маја 2009. године) не потврђују приоритете као што су политичка и економска интеграција или укидање виза.
Ипак, Украјина је изразила ентузијазам према овом пројекту. Потпредседник владе Украјине Григориј Немирја изјавио је да је пројекат пут ка модернизацији земље и да Украјина поздравља политику Источног партнерства јер се у њој *де факто* користе исти инструменти као и за кандидате за чланство у ЕУ.
У оквиру Источног партнерства, Пољска и Украјина су постигле нови споразум којим се визе замењују поједностављеним дозволама за Украјинце који живе у зони од 30 километара од границе. До 1,5 милиона људи могло би имати користи од овог споразума, који је ступио на снагу 1. јула 2009. године.

### Украјина под вођством Виктора Јануковича
У мају 2010. године, председник Виктор Јанукович обећао је да ће у јуну 2010. усвојити законодавство неопходно за стварање зоне слободне трговине између Украјине и Европске уније (ЕУ). Јанукович је очекивао да ће визе између Украјине и држава чланица ЕУ бити укинуте и да ће зона слободне трговине бити успостављена до марта 2011. године.
Влада Азарова наставила је да спроводи политику интеграције у ЕУ. Током маја и јуна 2010. године, и премијер Никола Азаров и министар спољних послова Украјине Костјантин Гришченко изјавили су да је интеграција у ЕУ била и остала приоритет унутрашње и спољне политике Украјине. Политике Владе Азарова не искључују интеграцију у ЕУ, изјавио је 12. маја 2010. године и комесар ЕУ за проширење Штефан Филе.
„Акциони план за Украјину ка успостављању режима без виза за краткорочна путовања“ између Европског савета и Украјине договорен је 22. новембра 2010. године. Ова мапа пута је захтевала значајна побољшања у украјинској контроли граница, миграционој политици и политици азила.

### Споразум о придруживању
Споразум о придруживању између Украјине и Европске уније инициран је 30. марта 2012. у Бриселу, али до новембра 2012. године, 27 влада чланица ЕУ и Европски парламент још увек нису потписали споразум. Односи између ЕУ и Украјине били су затегнути због третмана и пресуде (коју су лидери ЕУ сматрали политички мотивисаним процесом) бившој премијерки Јулији Тимошенко. ЕУ и неколико чланица, посебно Немачка, притискали су председника Виктора Јануковича и његову владу да ослободе Тимошенко због погоршања њеног здравственог стања.
Услед тога, неколико састанака са Јануковичем бојкотовали су лидери ЕУ, укључујући и немачког председника Јоахима Гаука. Европски званичници су бојкотовали и Европско фудбалско првенство 2012. у Украјини, на захтев украјинске опозиције. ЕУ је поручила да Споразум о придруживању и Споразум о свеобухватној зони слободне трговине неће бити ратификовани без побољшања у области демократије и владавине права, укључујући ослобађање Тимошенко и Јурија Луценка.
У децембру 2012. године, Савет за спољне послове ЕУ изјавио је да ће Споразум бити потписан „као што је већ инициран, укључујући ЗСТ, чим украјинске власти покажу одлучне мере и конкретан напредак“ у три области: изборне, правосудне и уставне реформе.
Иако је украјински амбасадор у ЕУ Костјантин Јелисејев у фебруару 2013. одбацио условљавање ЕУ, 22. фебруара украјински парламент изгласао је резолуцију којом се обавезује на имплементацију препорука Савета ЕУ. На самиту ЕУ-Украјина 25. фебруара 2013. године, председник Европског савета Херман ван Ромпеј поновио је захтев за конкретним напредком најкасније до маја.
Истог дана, председник Јанукович изјавио је да ће „Украјина дати све од себе“ да испуни захтеве ЕУ. Међутим, у исто време преговарао је и са Русијом о могућем придруживању Царинској унији Русије, Казахстана и Белорусије. На то је председник Европске комисије Жозе Мануел Барозо поручио да ниједна земља не може бити чланица царинске уније и истовремено у дубокој зони слободне трговине са ЕУ.
Влада Украјине усвојила је План приоритетних мера за европску интеграцију за 2013. годину. Његова успешна реализација сматрана је условом за потписивање Споразума о придруживању, планирано за 29. новембар 2013. године на Самиту Источног партнерства у Вилњусу.
У марту 2013. Стефан Филе, комесар ЕУ за проширење, изразио је забринутост због неких „узнемирујућих догађаја“, попут укидања мандата адвокату Тимошенкове у парламенту. Украјинско Министарство спољних послова је следећег дана изразило оптимизам.
7. априла 2013. председничким указом, Јанукович је ослободио Луценка и Георгија Филипчука. 3. септембра, отварајући скупштинску седницу, Јанукович је позвао парламент да усвоји потребне законе ради потписивања Споразума. 18. септембра, Влада је усвојила нацрт Споразума, да би 25. септембра, председник парламента Володимир Рибак изразио уверење да ће парламент усвојити све потребне законе, јер се већина странака (осим Комунистичке Партије Украјине) ујединила око тог циља.

### Суспензија споразума
21. новембра 2013. године, Врховна рада није усвојила ниједан од шест предлога закона којима би се дозволило бившој премијерки Јулији Тимошенко да се лечи у иностранству, што је био један од услова Европске уније за потписивање Споразума о придруживању. Исте недеље, Тимошенко је изјавила да је спремна да замоли ЕУ да одустане од захтева за њено ослобађање, ако би то значило да ће председник Виктор Јанукович потписати споразум о придруживању.
Истог дана, украјинска влада је донела уредбу којом се обустављају припреме за потписивање споразума; уместо тога, предложено је формирање трилатералне трговинске комисије између Украјине, Европске уније и Русије, која би решавала трговинска питања између страна.
Премијер Микола Азаров издао је ову уредбу како би, како је наведено, „обезбедио националну безбедност Украјине“, имајући у виду могуће последице по трговину са Русијом и другим земљама ЗНД ако би споразум био потписан на самиту у Вилњусу. Обустављање потписивања Споразума о придруживању покренуло је талас протеста који ће на крају довести до обарања Виктора Јануковича и његове владе.

### Односи ЕУ и Украјине до тренутка одласка Јануковича са власти
2. децембра 2013. године, председник Европске комисије Жозе Мануел Барозо пристао је да се састане са украјинском делегацијом ради разговора о ближим односима са ЕУ, али је изјавио да неће бити поновног отварања преговора о предложеном Споразуму о придруживању. Истог дана, први потпредседник владе Украјине Сергеј Арбузов најавио је да Украјина планира да потпише „мапу пута“ са ЕУ. „Не говорим о условима придруживања, већ о условима које смо планирали да решимо пре и након потписивања.“
Украјина и ЕУ започеле су 5. децембра 2013. године техничке припреме за предстојећи дијалог између Украјине и ЕУ о одређеним аспектима имплементације Споразума о придруживању. Међутим, 15. децембра, Штефан Филе, комесар ЕУ за проширење, изјавио је да преговарачка позиција украјинске владе нема упориште у стварности и да се даљи преговори обустављају. Барозо је том приликом рекао: „Крећемо се ка дугорочном циљу, помажући Украјини да постане, као и друге, оно што данас зовемо нове чланице. Али морамо оставити по страни краткорочне политичке калкулације.“
17. децембра, Украјина је потписала споразум са Русијом, према којем се Русија обавезала да ће купити 15 милијарди долара украјинских еврообвезница, а цена руског природног гаса за Украјину биће снижена, иако је председник Путин изјавио да се данас уопште није расправљало о приступању Украјине Царинској унији Русије, Белорусије и Казахстана.
Три дана касније, високи званичници ЕУ изјавили су да је ЕУ и даље спремна да потпише Споразум о придруживању чим Украјина буде спремна, да је споразум користан и за Русију, и да ЕУ уопште није забринута што Украјина потписује споразуме са Русијом.
23. децембра 2013. године, саветник председника Русије Јуриј Ушаков изјавио је да не постоји контрадикција између придруживања Украјине ЕУ и њеног статуса посматрача у Царинској унији Русије, Белорусије и Казахстана и Евроазијској економској унији.
20. децембра 2013, председник Врховне раде Владимир Рибак није искључио могућност потписивања Споразума о придруживању са ЕУ без стварања зоне слободне трговине. 24. децембра је министар спољних послова Украјине Леонид Кожара изјавио да су у овом тренутку напори његовог министарства и других државних органа усмерени на даље преговоре са ЕУ у циљу обезбеђивања услова за примену споразума о придруживању. Додао је да ће Украјина наставити преговоре након празника и да текст самог Споразума о придруживању неће бити мењан, али да Украјина намерава да се фокусира на питања везана за његову имплементацију.
15. јануара 2014. године, премијер Украјине Никола Азаров дао је међуресорној радној групи (министарства и друге агенције) рок од два месеца да сачини план о условима за примену Споразума о придруживању за потребе преговора са ЕУ.

### Евромајдан и ратификација споразума; Односи ЕУ и Украјине у садашњости
Виктор Јанукович и његова влада смењени су са функција од стране парламента након Револуције достојанства у фебруару 2014. године. Након Јануковичевог свргавања, Русија је извршила инвазију на Крим и започет је рат у Донбасу. У марту 2014. Европска унија осудила је анексију Крима од стране Русије и „јасно кршење украјинског суверенитета и територијалног интегритета актима агресије руских оружаних снага“. ЕУ је такође замрзла (и покушала да поврати) „неправилно присвојена средства украјинске државе“ и замрзла имовину и забранила улазак у ЕУ руским и украјинским званичницима који су сматрани одговорним за нереде у Украјини.
Политички део Споразума о придруживању потписао је 21. марта 2014. нови премијер Арсениј Јацењук, док су преостали делови споразума који се тичу слободне трговине одложени до избора у мају. Царинске дажбине за украјински извоз у ЕУ привремено су укинуте у априлу 2014. године. Украјини је такође обећана финансијска помоћ. У мају 2014. Украјини је одобрен билатерални макрофинансијски зајам у износу од милијарду евра. Након избора, нови председник Украјине Петро Порошенко и Европска унија потписали су економски део Споразума о придруживању 27. јуна 2014. године. Председник Европског савета Херман ван Ромпеј описао је потписивање као „велики дан за Европу“. Порошенко је том приликом рекао да је „Украјина подвукла свој суверени избор у корист чланства у ЕУ“ и такође га описао као „први, али најодлучнији корак“ ка чланству у ЕУ. Порошенко је такође поставио 2020. годину као циљ за подношење захтева за чланство у ЕУ. Глас Америке је 27. јуна пренео да услови ЕУ споразума захтевају од Грузије, Молдавије и Украјине да не улазе у сличне споразуме о слободној трговини са Кремљом.
Дана 16. септембра 2014, Врховна рада усвојила је нацрт закона о ратификацији Споразума о придруживању између Украјине и Европске уније, који је истог дана потписао председник Петро Порошенко.
Исте године, ЕУ и Украјина, на захтев украјинске владе, договориле су оснивање Саветодавне мисије Европске уније за Украјину (EUAM Ukraine), што је цивилна мисија ЕУ у оквиру Заједничке безбедносне и одбрамбене политике, која је званично почела са радом 1. децембра 2014. године. EUAM Ukraine запошљава преко 300 људи који раде у главном седишту у Кијеву, као и у теренским канцеларијама у Лавову, Харкову и Одеси и у мобилној јединици. Она пружа стратешке савете и практичну подршку украјинским партнерима. Сарађујући са бројним агенцијама за спровођење закона и владавину права (Министарство унутрашњих послова, Национална полиција, Национална антикорупциона агенција, Државна гранична служба, Државни биро за истраге и другима), циљ EUAM Ukraine је да цивилни сектор безбедности постане ефикаснији, транспарентнији и да ужива високо поверење јавности.
Седамнаести самит Украјина – Европска унија одржан је 27. априла 2015. у Кијеву. Током самита Источног партнерства у Риги у мају 2015. године, ЕУ је пристала на зајам од 1,8 милијарди евра за Украјину.
1. јануара 2016. ступио је на снагу Споразум о дубокој и свеобухватној зони слободне трговине између Украјине и ЕУ. До априла 2016. године, Споразум о придруживању је ратификован у Украјини и свим државама чланицама ЕУ осим у Холандији, где је одржан референдум. Након одбацивања споразума на референдуму, холандски премијер Марк Руте је рекао да ће се ратификација обуставити док се не постигне компромис са осталим странама укљученим у сам споразум. У децембру 2016. године, усвојена је одлука шефова држава или влада земаља чланица ЕУ која је садржала правно обавезујућа тумачења споразума ради решавања забринутости изражених на референдуму. Посебно је наведено да споразум не обавезује ЕУ да Украјини додели статус кандидата за чланство, не обезбеђује безбедносне гаранције, војну или финансијску помоћ, нити слободно кретање унутар земаља чланица ЕУ. Одлука би ступила на снагу ако Холандија ратификује споразум, што је требало да одобри њен парламент. Крајем јануара 2017. холандска влада је поднела предлог закона којим се потврђује одобрење споразума. Доњи дом парламента је усвојио предлог 23. фебруара 2017, а Сенат га је усвојио 30. маја 2017. године.
Током 23. самита Украјина – Европска унија, 12. октобра 2021, премијер Украјине Денис Шмигаљ, потпредседник Европске комисије, високи представник ЕУ за спољне послове и безбедносну политику Жозеп Борел и ванредни и опуномоћени амбасадор Словеније у Украјини Томаж Менцин потписали су споразум између Украјине и Европске уније и њених држава чланица о Заједничком ваздухопловном простору.
Дана 27. априла 2022. Европска комисија је предложила да се привремено укину све царине на увоз из Украјине како би се помогла украјинска индустрија током руске агресије.
29. маја 2022. године, у циљу подршке украјинском путу ка европској будућности, посебно ради добијања статуса кандидата за чланство у Европској унији, Влада Украјине покренула је комуникациону кампању под називом „Загрли Украјину. Ојачај Унију“.